# A Ferencvárosi TC 1916–1917-es szezonja
A Ferencvárosi TC 1916–1917-es szezonja szócikk a Ferencvárosi TC első számú férfi labdarúgócsapatának egy szezonjáról szól, mely összességében és sorozatban is a 14. idénye volt a csapatnak a magyar első osztályban. A klub fennállásának ekkor volt a 18. évfordulója.

## Mérkőzések
| Színmagyarázat | Színmagyarázat |
| -------------- | -------------- |
|                | Győzelem.      |
|                | Döntetlen.     |
|                | Vereség.       |

### Bajnokság (I. osztály) 1916–17

#### Őszi fordulók
| 1916. szeptember 3. |

| MTK | 4 – 1               | Ferencváros |
| --- | ------------------- | ----------- |
|     | (2 – 1) Jegyzőkönyv | Tóth Potya  |

| Hungária körút, Budapest |

| 1916. szeptember 10. |

| Ferencváros | 0 – 1       | Budapesti TC |
| ----------- | ----------- | ------------ |
|             | Jegyzőkönyv |              |

| Üllői út, Budapest |

| 1916. szeptember 17. |

| Vasas | 0 – 0               | Ferencváros |
| ----- | ------------------- | ----------- |
|       | (0 – 0) Jegyzőkönyv |             |

| Üllői út, Budapest |

| 1916. szeptember 24. |

| Ferencváros | 2 – 0       | 33 FC |
| ----------- | ----------- | ----- |
| Binder      | Jegyzőkönyv |       |

| Üllői út, Budapest |

| 1916. október 8. |

| Ferencváros | 1 – 0       | Kispest |
| ----------- | ----------- | ------- |
| Hegyi       | Jegyzőkönyv |         |

| Üllői út, Budapest |

| 1916. október 15. |

| Ferencváros      | 2 – 0       | Magyar AC |
| ---------------- | ----------- | --------- |
| Tóth Potya Nemes | Jegyzőkönyv |           |

| Üllői út, Budapest |

| 1916. október 22. |

| Ferencváros | 0 – 3       | Törekvés SE |
| ----------- | ----------- | ----------- |
|             | Jegyzőkönyv |             |

| Üllői út, Budapest |

| 1916. október 29. |

| Ferencváros            | 4 – 1       | Fővárosi TK |
| ---------------------- | ----------- | ----------- |
| Tóth Potya Nemes Weisz | Jegyzőkönyv |             |

| Üllői út, Budapest |

| 1916. december 3. |

| Ferencváros                 | 3 – 0       | Budapesti AK |
| --------------------------- | ----------- | ------------ |
| Ivanovszky Tóth Potya Nemes | Jegyzőkönyv |              |

| Üllői út, Budapest |

| 1916. december 10. |

| Ferencváros | 1 – 0       | Újpest |
| ----------- | ----------- | ------ |
| Ivanovszky  | Jegyzőkönyv |        |

| Üllői út, Budapest |

| 1916. december 17. |

| III. Kerületi TVE | 2 – 0       | Ferencváros |
| ----------------- | ----------- | ----------- |
|                   | Jegyzőkönyv |             |

| Üllői út, Budapest |

#### Tavaszi fordulók
| 1917. március 11. |

| Kispest | 1 – 0       | Ferencváros |
| ------- | ----------- | ----------- |
|         | Jegyzőkönyv |             |

| Üllői út, Budapest |

| 1917. március 18. |

| Törekvés SE | 1 – 1               | Ferencváros |
| ----------- | ------------------- | ----------- |
|             | (0 – 0) Jegyzőkönyv | Nemes       |

| Budapest |

| 1917. március 25. |

| Budapesti TC | 2 – 2       | Ferencváros |
| ------------ | ----------- | ----------- |
|              | Jegyzőkönyv | Ivanovszky  |

| Üllői út, Budapest |

| 1917. április 1. |

| Magyar AC | 1 – 2       | Ferencváros   |
| --------- | ----------- | ------------- |
|           | Jegyzőkönyv | Zbórai Binder |

| Üllői út, Budapest |

| 1917. április 15. |

| Budapesti AK | 0 – 1       | Ferencváros |
| ------------ | ----------- | ----------- |
|              | Jegyzőkönyv | ög'         |

| Üllői út, Budapest |

| 1917. május 13. |

| Ferencváros  | 2 – 1       | Vasas |
| ------------ | ----------- | ----- |
| Nemes Farkas | Jegyzőkönyv |       |

| Üllői út, Budapest |

| 1917. május 20. |

| 33 FC | 2 – 4       | Ferencváros              |
| ----- | ----------- | ------------------------ |
|       | Jegyzőkönyv | Nemes Dendisz Ivanovszky |

| Üllői út, Budapest |

| 1917. június 17. |

| Ferencváros | 0 – 0               | III. Kerületi TVE |
| ----------- | ------------------- | ----------------- |
|             | (0 – 0) Jegyzőkönyv |                   |

| Üllői út, Budapest |

| 1917. június 24. |

| Újpest | 4 – 1       | Ferencváros |
| ------ | ----------- | ----------- |
|        | Jegyzőkönyv | Nemes       |

| Budapest |

| 1917. július 1. |

| Fővárosi TK | 0 – 2       | Ferencváros |
| ----------- | ----------- | ----------- |
|             | Jegyzőkönyv | Hegyi Kiss  |

| Üllői út, Budapest |

#### A végeredmény
| #  | Csapat            | J  | Gy | D | V  | Rg  | Kg | Gk  | P  | Megjegyzés |
| -- | ----------------- | -- | -- | - | -- | --- | -- | --- | -- | ---------- |
| 1  | MTK               | 22 | 21 | 0 | 1  | 113 | 16 | +97 | 42 | Bajnok     |
| 2  | Törekvés SE       | 22 | 16 | 2 | 4  | 71  | 20 | +51 | 34 |            |
| 3  | Újpesti TE        | 22 | 11 | 5 | 6  | 28  | 28 | 0   | 27 |            |
| 4  | FTC               | 22 | 11 | 4 | 7  | 29  | 23 | +6  | 26 |            |
| 5  | III. Kerületi TVE | 22 | 9  | 4 | 9  | 32  | 30 | +2  | 22 |            |
| 6  | Vasas SC          | 22 | 6  | 9 | 7  | 29  | 30 | -1  | 21 |            |
| 7  | MAC               | 22 | 7  | 4 | 11 | 47  | 53 | -6  | 18 |            |
| 8  | BAK               | 22 | 8  | 2 | 12 | 31  | 52 | -21 | 18 |            |
| 9  | BTC               | 22 | 6  | 4 | 12 | 25  | 52 | -27 | 16 |            |
| 10 | 33 FC             | 22 | 6  | 3 | 13 | 25  | 51 | -26 | 15 |            |
| 11 | Kispesti AC       | 22 | 5  | 4 | 13 | 22  | 57 | -35 | 14 |            |
| 12 | FTK               | 22 | 3  | 5 | 14 | 19  | 59 | -40 | 11 |            |

### Egyéb mérkőzések
| 1916. november 5. |

| Ferencváros | 1 – 1       | Slavia Praha |
| ----------- | ----------- | ------------ |
| Nemes       | Jegyzőkönyv |              |

| Üllői út, Budapest |

- A mérkőzés félbeszakadt.

| 1916. november 12. |

| Slavia Praha | 4 – 1               | Ferencváros |
| ------------ | ------------------- | ----------- |
|              | (1 – 1) Jegyzőkönyv | Weisz       |

| Prága |

| 1917. április 8. |

| Ferencváros      | 2 – 1       | Budapesti TC |
| ---------------- | ----------- | ------------ |
| Ivanovszky Nemes | Jegyzőkönyv |              |

| Üllői út, Budapest |

| 1917. április 9. |

| Ferencváros | 1 – 1       | Viktoria Žižkov |
| ----------- | ----------- | --------------- |
| Binder      | Jegyzőkönyv |                 |

| Üllői út, Budapest |

| 1917. április 21. |

| Ferencváros           | 3 – 2       | Kispest |
| --------------------- | ----------- | ------- |
| Ivanovszky Nemes Blum | Jegyzőkönyv |         |

| Üllői út, Budapest |

| 1917. április 29. |

| Slavia Praha | 4 – 3       | Ferencváros            |
| ------------ | ----------- | ---------------------- |
|              | Jegyzőkönyv | Weisz Nemes Ivanovszky |

| Prága |

| 1917. május 6. |

| Ferencváros, MAC, BAK vegyes | 3 – 1       | Cseh vegyes válogatott |
| ---------------------------- | ----------- | ---------------------- |
| Bodnár Ivanovszky            | Jegyzőkönyv |                        |

| Üllői út, Budapest |

| 1917. május 17. |

| Ferencváros | 0 – 0               | Törekvés SE |
| ----------- | ------------------- | ----------- |
|             | (0 – 0) Jegyzőkönyv |             |

| Üllői út, Budapest |

| 1917. május 27. |

| Ferencváros          | 4 – 0       | Magyar AC |
| -------------------- | ----------- | --------- |
| Nemes Binder Ruttkay | Jegyzőkönyv |           |

| Üllői út, Budapest |

| 1917. május 28. |

| Ferencváros | 1 – 3       | Slavia Praha |
| ----------- | ----------- | ------------ |
| Tóth Potya  | Jegyzőkönyv |              |

| Üllői út, Budapest |

## Külső hivatkozások
- A csapat hivatalos honlapja (magyarul)
- Az 1916–1917-es szezon menetrendje a tempofradi.hu-n (magyarul)